# Stefano Sironi
Stefano Sironi (San Daniele del Friuli, 7 novembre 1995) è un rugbista a 15 italiano che milita come terza linea ala nel Rovigo.

## Biografia
Sironi proviene da una famiglia di rugbisti: il padre Riccardo è stato un giocatore di Serie A attivo tra gli anni ottanta e novanta mentre il nonno Mario è stato dirigente FIR e vicepresidente del Comitato Regionale Laziale. Inoltre, entrambi gli zii hanno intrapreso la carriera arbitrale.. Iniziò ad avvicinarsi al rugby con il padre, che all'epoca allenava le giovanili dell'Udine, approdando in prima squadra dopo aver militato in tutte le formazioni giovanili dall'Under-6 all'Under-18.
Dopo gli anni ad Udine, passò al Valsugana Rugby Padova raggiungendo la promozione in Top 12 nel 2018. Nonostante la retrocessione della squadra padovana, si mette in mostra come uno dei giovani rivelazione del campionato e viene ingaggiato per il campionato 2019/2020 dal Rugby Rovigo Delta. 
Durante la preparazione è vittima di un brutto incidente stradale che ne rimanda l'esordio a febbraio dell'anno successivo. 
Il 18 gennaio 2020 vince il suo primo trofeo, la Coppa Italia.
Il 15 febbraio 2020 fa il suo esordio con la maglia dei bersaglieri giocando 40 minuti nella vittoria per 50 a 19 contro i Rugby Lyons. Questa resterà la sua unica presenza in seguito alla sospensione del campionato per la pandemia provocata dal Covid-19.
Il 2 giugno 2021 si laurea campione d'Italia TOP10 2020-2021 vincendo un combattutissimo derby in finale (20-23) con il Petrarca Rugby. . Nella stagione successiva si riconferma nel 15 titolare della formazione rodigina con cui raggiunge nuovamente la finale per lo scudetto, questa volta persa contro il Petrarca Rugby. 

## Curiosità
E' vice-presidente della società sportiva Rugby Codroipo OBL. 
Si è laureato in Astronomia presso l'Università di Padova.

## Palmarès
- Campionati italiani: 3
Rovigo: 2020-21, 2022-23, 2024-25
- Coppe Italia: 2
Rovigo: 2019-20, 2024-25